# The Happiness of the Katakuris
The Happiness of the Katakuris (jap. カタクリ家の幸福, Katakuri-ke no kōfuku, dt. „Die Glückseligkeit der Familie Katakuri“) ist ein japanischer Spielfilm mit Musical-Einlagen und Horrorfilm-Elementen des Regisseurs Takashi Miike aus dem Jahr 2002. Das Drehbuch stammt von Kikumi Yamagishi. Die Produktion ist eine Neuverfilmung von Kim Jee-woons Debütfilm The Quiet Family aus dem Jahr 1998.
Der Film wurde erstmals am 31. Oktober 2001 im Rahmen des Tokyo International Film Festivals aufgeführt. Am 16. Februar 2002 wurde der Genre-Mix in Japan veröffentlicht. Die synchronisierte deutsche DVD-Erstveröffentlichung erfolgte am 27. Februar 2006.

## Handlung
Japan in der Gegenwart. Eine idyllische Bergregion soll in ferner Zukunft durch infrastrukturelle Projekte erschlossen werden. Masao Katakuri, dem kurz vor seiner Pensionierung gekündigt wurde, zieht mit seiner fünfköpfigen Familie in die Abgeschiedenheit, um am Fuße eines Vulkans von seinen Ersparnissen eine kleine Pension zu eröffnen. Gemeinsam mit der stets optimistischen Gattin Terue, dem rüstigen Großvater Jinpei, dem ungeduldigen Sohn Masayuki, der naiven und alleinerziehenden Tochter Shizue sowie der kleinen Enkelin Yurie erfüllt sich das Familienoberhaupt seinen Lebenstraum. Unglücklicherweise erweist sich die Existenzgründung als unzureichend durchdacht. Die Gäste bleiben aus. Trotz aufkommender Verzweiflung hält die vier Generationen umfassende Familie allerdings fest zusammen.
Als der erste Gast unter mysteriösen Umständen Suizid begeht und schließlich tot aufgefunden wird, beschließen die Katakuris – aus Furcht, das Geschäft durch Schlagzeilen in Verruf zu bringen –, sämtliche Spuren zu beseitigen und den Leichnam im nahe gelegenen Wald zu verscharren. Doch auch die nächsten, vereinzelt eintreffenden Gäste werden ein ums andere mal tot in ihren Zimmern entdeckt. Statt die Polizei zu kontaktieren, werden auch die neuen Todesfälle im Wald „entsorgt“.
Irgendwann wird Masao darüber informiert, dass das ersehnte Straßenbauprojekt um einen angrenzenden See führen soll, jenen Ort, an dem die Katakuris ihre Toten vergraben haben. Die mittlerweile routinierten Totengräber beginnen daher alle Leichen umzubetten. Vor dem Hintergrund eines herannahenden Taifuns, der einige Gräber freizulegen droht, überschlagen sich alsbald die Ereignisse. Ein weiterer Sonderling betritt die Szenerie. Der Fremde, ein flüchtiger Mörder, wird schließlich beherbergt, unwissend, dass er bereits von der Polizei gesucht wird. Als diese letztendlich die Bergpension erreicht, fühlen sich die Katakuris fälschlicherweise als überführt, obgleich die eintreffenden Beamten lediglich den hier vermuteten Mörder dingfest machen wollen. Der Gesuchte erkennt seine ausweglose Situation und nimmt Terue kurzzeitig als Geisel. Als der Mörder von Terue ablässt und flüchtet, wird er von den Kriminalbeamten verfolgt. In einem surrealen Ende bestärkt ein Vulkanausbruch die Katakuris in ihrem Zusammenhalt.

## Auszeichnungen
Fantastic'Arts in Gérardmer
- 2004: Spezialpreis der Jury

## Kritiken
Das Lexikon des internationalen Films schrieb, die Produktion sei eine „rabenschwarze Komödie […], die sich auf den ersten Blick nicht mit dem Oeuvre des Regisseurs vereinbaren“ lasse. Miike ziehe jedoch alle Register und biete eine „filmgeschichtlich beziehungsreiche Achterbahnfahrt, die von Knetpüppchen zu Beginn des Films ruppig eingeleitet“ werde.